# Acmadenia macradenia
Acmadenia macradenia là một loài thực vật có hoa trong họ Cửu lý hương. Loài này được (Sond.) Dummer mô tả khoa học đầu tiên năm 1921.